# Salar de Gorbea
Salar de Gorbea är en saltslätt i Chile.   Den ligger i regionen Región de Atacama, i den norra delen av landet, 900 km norr om huvudstaden Santiago de Chile.